# Национален парк-музей „Шипка-Бузлуджа“
Вижте пояснителната страница за други значения на Шипка.
Вижте пояснителната страница за други значения на Бузлуджа.
Националният парк-музей „Шипка-Бузлуджа“ е мемориален комплекс, музей на открито в Средна Стара планина.
Обхваща монументални обекти и паркови територии в Община Казанлък - в град Шипка, в село Шейново и в Шипченската планина:
- Парк-музей „Шипка“ с Паметник на свободата на връх Шипка (Столетов, Свети Никола);
- Храм-паметник „Рождество Христово“ в Шипченския манастир, гр. Шипка;
- Паметник на победата край село Шейново;
- Парк-музей „Бузлуджа“ с Паметник на Бузлуджа на връх Хаджи Димитър (Бузлуджа).

Манастирският храм-паметник „Рождество Христово“ и Парк-музей „Шипка“ са включени в списъка на Стоте национални туристически обекта на Българския туристически съюз под № 92 и № 93 съответно.
Парк-музей „Бузлуджа“ е изграден около Паметника на Бузлуджа, посветен на Бузлуджанския учредителен конгрес на БСДП (2 август 1891 г.).
Останалите мемориали отдават почит на Шипченската битка (с 3 сражения край връх Шипка и съпътстващи при Шипка-Шейново) за контрол на Шипченския проход през периода юли-септември 1877 г. по време на Руско-турската война (1877-1878).